# Louis Archinard
Pour les articles homonymes, voir Archinard.
Louis Archinard, né le 11 février 1850 au Havre et mort le 8 mai 1932 à Villiers-le-Bel, est un général français de la Troisième République, grand-croix de la Légion d'honneur et médaillé militaire.
Considéré avec Lyautey, Gouraud, Gallieni et Mangin comme une des « plus pures gloires coloniales de la IIIe République », il contribue de manière importante à l'extension de l'empire colonial français en Afrique occidentale.
Au cours d'une longue carrière coloniale, il fait preuve de qualités d'organisation, notamment comme colonel commandant supérieur du Soudan français entre 1888 et 1893. Lors de la conquête militaire, ses méthodes violentes sont néanmoins critiquées en métropole. Il réalise l'œuvre esquissée par Joseph Gallieni et a pour élèves notamment Jean-Baptiste Marchand et Charles Mangin, mais aussi Joseph Joffre, sous ses ordres pour la construction d'une ligne de chemin de fer entre Kayes, la capitale de la région depuis 1892, et Bamako. Placé ensuite à la tête du Corps d'armée des troupes coloniales de 1904 à 1911, membre du Conseil supérieur de la guerre de 1911 à 1914, il exerce au début de la Première Guerre mondiale le commandement d'un groupement de divisions de réserve. Nommé en 1915 inspecteur des dépôts des troupes coloniales et désigné en 1917 pour exercer les fonctions de chef de la mission militaire franco-polonaise, il rend à la cause des Alliés des services importants, ce qui lui vaut d'être décoré de la médaille militaire en 1919.

## Biographie

### Famille
Louis Archinard est né le 11 février 1850 au Havre, fils de Louis Archinard, directeur d'une école protestante, et de Sophie Cattelain, institutrice,. Il fait ses premières études au lycée de sa ville natale et en sort avec le titre de bachelier en 1866. Il entre à l’École polytechnique (promotion X 1868), d’où il sort le 10 mai 1870 comme sous-lieutenant au régiment d’artillerie de marine.

### Cochinchine (1876-1878)
Il est en mission en Cochinchine entre 1876 et 1878

### Campagne au Soudan  (1880-1884)
Il est nommé inspecteur des études à l’École polytechnique en 1879 puis rejoint en octobre 1880 les territoires du Haut-Fleuve (qui deviendront Soudan français en 1890) à la demande de Borgnis-Desbordes. Il mène plusieurs campagnes permettant à la France de poursuivre sa pénétration coloniale et d'étendre son empire. Il rentre en France en juillet 1884.

### Commandant supérieur du Haut-Fleuve puis du Soudan français (1888-1893)
En mai 1888, il est nommé commandant supérieur du Haut-Fleuve, au Sénégal, en remplacement du lieutenant-colonel Gallieni.
Les territoires du Haut-Fleuve (succession de postes le long du fleuve Sénégal) sont constitués en colonie dépendant du gouvernement général du Sénégal par décret du 20 juillet 1881 et ont pour chef-lieu la ville de Kayes.
Il débarque à Saint-Louis avant de se rendre à Kayes. En février 1889, il fait détruire le fort de Koundian, qui appartient à Ahmadou Tall, fils d'Oumar Tall.
Il est promu officier de la Légion d'honneur en juillet 1889.
Le 6 avril 1890, il s'empare de Ségou.
Dans cette ville, Louis Archinard emmène avec lui comme prisonnier Abdoulaye, un des deux jeunes fils d'Ahmadou Tall. Ils embarquent tous les deux pour Bordeaux le 7 août 1890, puis le militaire confie l'enfant à des connaissances à Paris. Après des études à Saint-Cyr, Abdoulaye Tall meurt en France à l'âge de 20 ans en 1899. À Segou, Louis Archinard prend également possession de plus de 400 manuscrits (ouvrages de théologie, de droit musulman, de piété, exemplaires du Coran,...) qu'il expédie en France.
En 1891, Louis Archinard continue la campagne contre les dernières places de l'empire Toucouleur. Cette période est marquée par de grandes violences coloniales. Ces violences sont évoquées dans les rapports du lieutenant-colonel Archinard et dans la presse où des cadavres décapités à la suite d'exécutions sommaires apparaissent. La "stratégie Archinard" jugée brutale et violente est fortement critiquée dans la presse.
Par décret du 18 août 1890, le Soudan français est créé au sein de la colonie du Haut-Fleuve avec un gouvernement militaire après la conquête de Ségou. Le lieutenant-colonel Louis Archinard en est le commandant supérieur. Un décret du 22 octobre 1890 donne au commandant supérieur la tutelle sur les services administratifs. Enfin par décret du 27 août 1892, le Soudan français devient une colonie autonome. Kayes, jusqu'alors chef-lieu du Haut-Fleuve, en est la capitale et Louis Archinard, qui devient colonel en septembre 1892, en est le premier gouverneur (la fonction de capitale est transférée de Kayes à Bamako le 17 octobre 1899, selon le choix du général Edgard de Trentinian).
Louis Archinard fait le siège de Djenné et rentre dans la ville le 12 avril 1893. À la fin de cette année, il est relevé du commandement des troupes alors qu'il se trouve en France pour recevoir des soins.
Pendant ces cinq années, le bilan d'Archinard est considérable. Il renforce les troupes ; le chemin de fer, les routes, les productions et l'économie progressent. L'empire d'Ahmadou Tall, chef des Toucouleurs, est détruit en 1890 et Samory Touré est contraint de signer en 1887 un traité de protectorat sur les zones de la rive gauche du fleuve d'où il est expulsé en 1889 avec annexion des territoires. Le travail accompli par Archinard pour aménager et occuper le cours supérieur du fleuve est important, notamment l'avancement des travaux du chemin de fer vers Bamako, le développement des cultures (notamment du coton), l'organisation de l'enseignement avec les écoles publiques, etc. La chambre de commerce de Kayes est créée en 1892 et comprend des commerçants de différentes origines dont des Africains du Sénégal et du Soudan. Finalement, l'administration est organisée avec des postes permanents et des territoires d'administration indirecte contrôlés par de nouveaux chefs ralliés à la France.

### Commandant de la brigade de Cochinchine (1897-1899)
En France, Louis Archinard est promu général de brigade en avril 1896 puis il part en Indochine et commande la brigade de Cochinchine de novembre 1897 à avril 1899.

### Commandant du Corps d'armée des troupes coloniales et membre du CSG

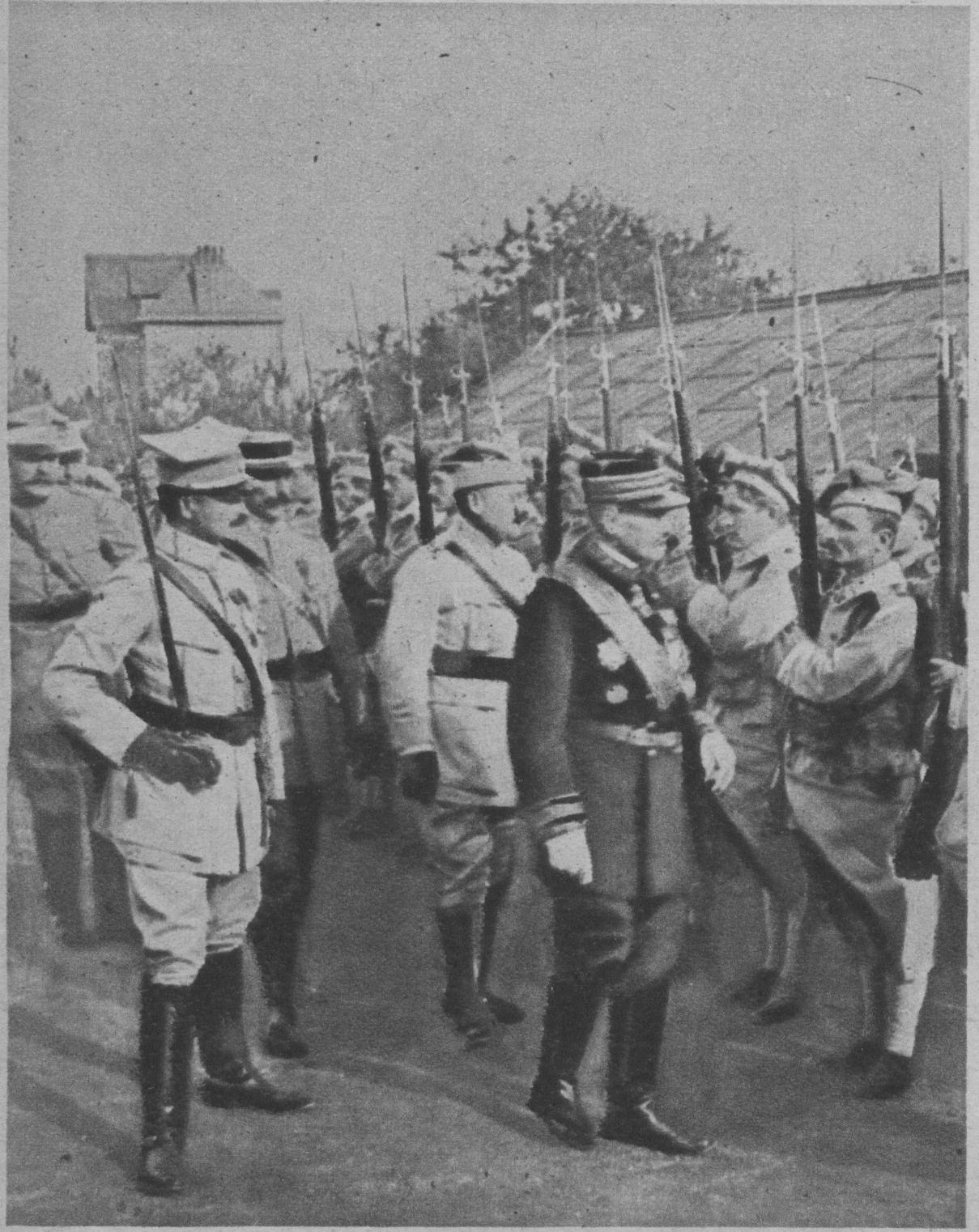
Le général passant en revue les troupes polonaises à Sillé-le-Guillaume.

Général de division en 1900, puis commandant de la 32e division à Perpignan, il commande le Corps d'armée des troupes coloniales  de 1904 à 1911.
Il est nommé au Conseil supérieur de la guerre (CSG) en 1911 et y reste jusqu'en 1914.
En juillet 1914, il est élevé à la dignité de grand-croix de la Légion d'honneur.

### Première Guerre mondiale
En 1917, il est chargé de créer l'armée polonaise en France.
Le 6 juillet 1919, il est décoré de la médaille militaire.

### Dernières années
Louis Archinard participe à faire ériger à Reims en 1924 le Monument aux héros de l'Armée noire, en hommage aux tirailleurs sénégalais qui ont défendu la ville de Champagne pendant la Première Guerre mondiale.
Le général Archinard prend sa retraite à Villiers-le-Bel, où il meurt le 8 mai 1932. Ses obsèques ont lieu au temple protestant du Havre, le 13 mai 1932. Y assistent notamment le ministre de la Défense François Piétri et le général Henri Gouraud. Il est enterré au cimetière Sainte-Marie du Havre, 51e division, allée 6, place 2. Dans le caveau familial est également enterrée Naba Kamara, une enfant qu'il avait ramenée d'Afrique, la fille d’un chef bambara mort au cours de la prise de Djenné, et qui a vécu au Havre jusqu'à sa mort en janvier 1921 à l'âge de 43 ans,.

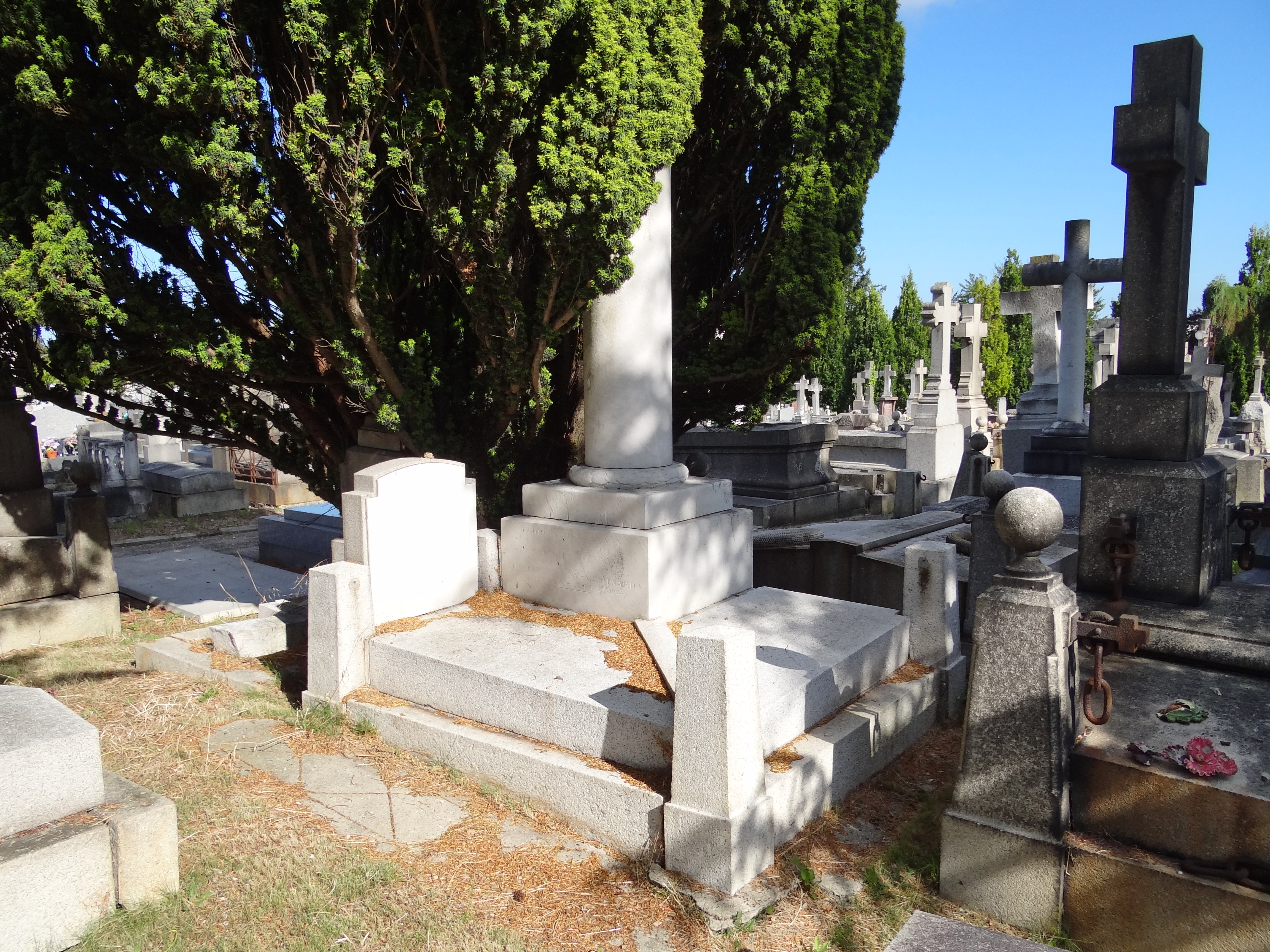
La tombe de Louis Archinard au cimetière Sainte-Marie du Havre (Seine-Maritime).

Dans sa nécrologie publiée au lendemain du décès d'Archinard, le quotidien Excelsior estime que le général « figurera avec Lyautey, Gouraud, Gallieni et Mangin parmi les plus pures gloires coloniales de la IIIe République ».

## Honneurs et critiques

### Hommages
Il est élu membre de l'Académie des sciences coloniales lorsque celle-ci est créé en 1922 et il reçoit un hommage lors de l'exposition coloniale de 1931.
Une statue de lui est érigée à Ségou au Mali. La Société des Messageries africaines donne son nom à un bateau qui navigue sur le  fleuve Niger.
Une rue du Général-Archinard porte son nom à Paris, proche de l'ancien musée de la France d'outre-mer, près de la Porte dorée, sur le site de l'exposition coloniale de 1931.

En 1930, le maréchal Lyautey lui rend hommage par ces mots devant la Société de l'histoire des Colonies, résumant ainsi l'œuvre accomplie par Archinard au Soudan de 1888 à 1893 : 

« Archinard a conquis un empire, créé les admirables troupes noires, donné les règles de leur conduite et formulé la doctrine d'action coloniale dont tous ses successeurs se sont inspirés...  Il y a deux noms qui, entre tous, dominent l'histoire de notre développement colonial, Archinard et Galliéni, et c'est d'eux que nous nous honorons d'être les disciples et les fidèles. »

Le 11 février 1955, à l'occasion de son 105e anniversaire, l'Académie des sciences d'outre-mer lui rend hommage.

### Critiques
Au Mali en 2024, dans une démarche de critique des hommages colonialistes, la rue qui portait son nom à Bamako est rebaptisée du nom d'El Hadj Cheick Oumar Tall.

## Grades
- 10 mai 1870 : sous-lieutenant
- 11 juin 1873 : lieutenant
- 11 décembre 1875 : capitaine
- 15 mai 1884 : chef d'escadron
- 1er mai 1890 : lieutenant-colonel
- 1er septembre 1892 : colonel
- 23 avril 1896 : général de brigade
- 24 novembre 1900 : général de division

## Postes
- 11/09/1883: État-major du Haut-Sénégal
- 17/10/1884: Régiment d'artillerie de marine
- 13/04/1885: commission d'expérience de Bourges
- 09/07/1885: inspection générale de l'Artillerie
- 19/03/1888: direction de l'artillerie du Tonkin
- 17/05/1888: État-major du Haut-Fleuve au Sénégal
- 15/09/1891: Régiment d'artillerie de marine
- 08/02/1892: inspection générale de l'Artillerie
- 27/08/1892: commandant supérieur du Soudan
- 02/12/1893: 2e régiment d'artillerie de marine
- 18/07/1895: directeur de la défense au Ministère des Colonies
- 23/05/1896: président du Comité technique militaire colonial.
- 03/10/1897: commandant de la brigade de Cochinchine
- 24/11/1900: adjoint à l'inspecteur général de l'Artillerie de marine
- 30/11/1900: inspecteur général permanent des troupes de l'Artillerie de Marine puis 01/01/01 de l'Artillerie coloniale.
- 19/12/1900: inspecteur général permanent de la défense des côtes en ce qui concerne les ouvrages de la Marine
- 21/12/1900: membre du comité technique de l'artillerie
- 03/04/1901: membre du Comité technique du Génie et du Comité technique des Troupes coloniales
- 30/12/1901: commandant de la  32e Division d'Infanterie et des subdivisions de région de Narbonne, de Perpignan, de Carcassonne et d'Albi
- 14/10/1904: commandant du  Corps d'Armée des Troupes Coloniales
- 04/09/1911: membre du Conseil Supérieur de Guerre et commandant du groupement de divisions de réserve de mobilisation.
- 02/08/1914: commandant du 1er Groupement de divisions de réserve.
- 02/09/1914: inspecteur général des dépôts des troupes coloniales de la zone des armées.
- 11/02/1915: placé dans la section de réserve.
- 18/10/1915: en mission.
- 18/11/1915: replacé dans la section de réserve.
- 06/06/1917: chef de la mission militaire franco-polonaise.
- 15/07/1919: replacé dans la section de réserve.

## Décorations

### Décorations françaises
- Médaille militaire (6 juillet 1919)
- Grand-croix de la Légion d'honneur (11 juillet 1914)
  - Grand officier (30 décembre 1908)
  - Commandeur (11 juillet 1903)
  - Officier (09 juillet 1889)
  - Chevalier (25 août 1881)
- Croix de guerre 1914-1918
- Médaille interalliée de la Victoire
- Médaille commémorative de la guerre 1870-1871
- Médaille commémorative de la guerre 1914-1918
- Médaille coloniale avec agrafe "SOUDAN"
- Grand-croix de l'Ordre du Nichan el Anouar

### Décorations étrangères
- Croix de la Valeur polonaise ( Pologne)
- Croix d'argent dans l'ordre militaire de Virtuti Militari ( Pologne)